# Tokulu
Tokulu ist eine Insel im Südwesten von Haʻapai im Pazifik. Sie gehört politisch zum Königreich Tonga.

## Geografie
Das Motu liegt im Bereich der Murray Patches im Gebiet von Lulunga. Die nächstgelegenen Inselchen im Osten sind Fonuaika und Nukulai.

## Klima
Das Klima ist tropisch heiß, wird jedoch von ständig wehenden Winden gemäßigt. Ebenso wie die anderen Inseln der Haʻapai-Gruppe wird Tokulu gelegentlich von Zyklonen heimgesucht.